# Typhlodromus povtari
Typhlodromus povtari är en spindeldjursart som först beskrevs av Kolodochka 1988.  Typhlodromus povtari ingår i släktet Typhlodromus och familjen Phytoseiidae. Inga underarter finns listade i Catalogue of Life.